# Hoplotarache deceptrix
Hoplotarache deceptrix là một loài bướm đêm trong họ Noctuidae.